# Мальцев, Владимир Александрович
Владимир Александрович Мальцев (укр. Володимир Олександрович Мальцев; род. 20 апреля 1974, Макеевка, Донецкая область) — депутат Верховной Рады Украины, член фракции Партии регионов (с ноября 2007 года), член Комитета по вопросам правосудия (с декабря 2007 года).

## Биография

### Образование
- В 2006 году окончил Донецкую государственную академию управления по специальности «менеджмент внешнеэкономической деятельности»
- В 2008 году получил квалификацию магистра менеджмента внешнеэкономической деятельности
- В 2009 году окончил Одесскую национальную юридическую академию по специальности «правоведение», получил квалификацию магистра права[1]

### Карьера
- В 1992 году — ученик горнорабочего очистного забоя шахтоуправления «Октябрьское», «Макеевуголь»
- В 1993 году — горнорабочий очистного забоя шахтоуправления «им. Орджоникидзе»
- В 1993—1999 годах — работал в АО НПФ «НЭК», в ПФ «Кодон», в АО «ТД Александра», в ЗАО «Автосервис»
- В 1999 году — слесарь по ремонту автомобилей, ОАО «Коксохимоборудование»
- В 2004—2005 годах — сотрудник ООО «Эмброл Украина ЛТД», ЗАО «Люкс»
- с декабря 2005 по май 2006 года — помощник генерального директора ЗАО «Люкс»[1][2], где работал личным водителем Рината Ахметова[3][4].

### Политическая деятельность
Член Партии регионов.
- С мая 2006 по ноябрь 2007 года — народный депутат Украины V созыва, член Комитета Верховной Рады Украины по вопросам социальной политики и труда
- С ноября 2007 по декабрь 2012 года — народный депутат Украины VI созыва[5], член Комитета по вопросам правосудия
- С декабря 2012 года — народный депутат Украины VII созыва, член Комитета по вопросам верховенства права и правосудия[6] Один из крупнейших прогульщиков в парламенте 2012 года присутствовал на 11 заседаниях из более 500[3].

### Семья
Владимир Мальцев женат, воспитывает сына и дочь. Сына назвал в честь Рината Ахметова.